# (4799) Hirasawa
(4799) Hirasawa es un asteroide perteneciente al cinturón de asteroides, descubierto el 8 de octubre de 1989 por Yoshikane Mizuno y el también astrónomo Toshimasa Furuta desde el Kani Observatory, Kani, Japón.

## Designación y nombre
Designado provisionalmente como 1989 TC1. Fue nombrado Hirasawa en honor al astrónomo japonés Yasuo Hirasawa que ha sido fuente de inspiración para muchos descubridores. Observador deseoso de estudiar estrellas variables, que también ha hecho mucho para impartir conocimiento de la astronomía en el planetario del Museo de las Ciencias de la Ciudad de Nagoya.

## Características orbitales
Hirasawa está situado a una distancia media del Sol de 2,470 ua, pudiendo alejarse hasta 2,787 ua y acercarse hasta 2,153 ua. Su excentricidad es 0,128 y la inclinación orbital 0,616 grados. Emplea 1418 días en completar una órbita alrededor del Sol.

## Características físicas
La magnitud absoluta de Hirasawa es 13,7. Tiene 7,863 km de diámetro y su albedo se estima en 0,104.